# Ограбление авиакомпании «Lufthansa»
Ограбление авиакомпании Lufthansa (англ. The Lufthansa heist) произошло 11 декабря 1978 года в международном аэропорту имени Джона Кеннеди в Нью-Йорке. По оценкам, было похищено 5,875 миллиона долларов США, из которых 5 миллионов долларов составили наличными и 875 000 долларов ювелирными изделиями, и на тот момент это было самое крупное ограбление, совершенным в США.
Организатором ограбления считался Джеймс Бёрк, связанный с семьёй Луккезе, но ему не было предъявлен официальных обвинений в связи с ограблением. Предполагается, что Берк совершил или приказал убить соучастников ограбления, чтобы избежать огласки своей причастности к ограблению и не делиться с подельниками. Единственным осужденным за ограбление Lufthansa стал Луис Вернер (англ. Louis Werner) — работник аэропорта, участвовавший в планировании и подготовке к ограблению.
Во время проведения расследования не удалось обнаружить деньги и драгоценности, похищенные во время ограбления. Масштабы ограбления сделали его одним из самых долго расследуемых преступлений в истории США — последний арест, связанный с ограблением, был произведен в 2014 году и завершился оправдательным приговором.

## Планирование и подготовка
Ограбление, предположительно, было спланировано Джеймсом Бёрком — сообщником семьи Луккезе. Идея ограбления зародилась после того, как букмекер Мартин Кругман (англ. Martin Krugman) сообщил Генри Хиллу (подельнику Джеймса Берка), что немецкая авиакомпания Lufthansa привозит валюту в свой грузовой терминал в международном аэропорту имени Джона Кеннеди. Эта информация была получена от Луиса Вернера — работника аэропорта, который задолжал Кругману 20 000 долларов, и от его коллеги Питера Груенвальда (англ. Peter Gruenwald). Вернер и Груенвальд ранее успешно похитили 22 000 долларов в иностранной валюте со складов Lufthansa в 1976 году.
Для совершения ограбления Берк выбрал Томми Десимоне, Анджело Сепе (итал. Angelo Sepe), Луиса Кафору (итал. Louis Cafora), Джо Манри (итал. Joe Manri), Паоло Ликастри (итал. Paolo LiCastri) и Роберта Макмахона (англ. Robert McMahon). Сын Бёрка Фрэнк должен был управлять одним из запасных автомобилей, а Парнеллу Эдвардсу (англ. Parnell «Stacks» Edwards) было поручено избавиться от использованного в ограблении транспорта. В зависимости от роли в ограблении каждый участник должен был получить от 10 000 до 50 000 долларов США. Однако эти суммы были основаны на предполагавшейся добыче, которая составляла всего 2 миллиона долларов, в то время как реальная добыча составила 5,875 миллиона долларов. Луис Вернер должен был получить фиксированные 10 % от добычи.

## Ограбление
Около трех часов ночи в понедельник, 11 декабря 1978 года, чёрный фургон Ford Econoline с шестью членами банды подъехал к грузовому терминалу 261 Lufthansa в аэропорту Кеннеди. Срезав замок на воротах с помощью болторезов, часть членов банды поднялась по лестнице восточной башни и вошла внутрь в лыжных масках и перчатках.
Внутри терминала члены банды взяли первого заложника — старшего агента по грузовым перевозкам Джона Мюррея (англ. John Murray). Грабители привели заложника в обеденный зал, где с 3:00 утра находились пять других сотрудников Lufthansa, и приказали им лечь на пол. Джона Мюррея спросили, кто еще находится на складе, и он ответил, что на складе находятся менеджер ночной смены Руди Эйрих (англ. Rudi Eirich) и агент по передаче грузов Керри Уолен (англ. Kerry Whalen). Грабители заставили Мюррея выманить Эйриха и тоже взяли в заложники.
Проезжая мимо терминала, Керри Уолен заметил двух мужчин в масках, сидевших в черном фургоне, припаркованном у погрузочной платформы. Керри Уолен припарковался и подошел к фургону, и тогда один из мужчин велел ему забраться в фургон. Керри Уолен попытался убежать и позвать помощь, но его ударили пистолетом и бросили в фургон. Керри Уолена привезли в грузовой терминал и поместили к остальным заложникам.
Тем временем сотрудник склада Рольф Ребманн (англ. Rolf Rebmann) услышал шум у погрузочной платформы и пошел разбираться, но был схвачен грабителями и вместе с Керри Уоленом помещен к заложникам. Угрожая оружием, грабители повели Руди Эйриха в хранилище с двойными дверями, где забрали 72 коробки с деньгами и ценностями, и погрузили их в фургон.
В 4:21 утра к зданию подъехал фургон, а за ним — аварийная машина. Двое вооружённых людей забрались в фургон, а остальные залезли в «аварийку». Заложников предупредили, что они не должны звонить в полицию до 4:30 утра. Грабители поехали на встречу с Бёрком в авторемонтную мастерскую в районе Канарси, где коробки с ценностями были извлечены из фургона и помещены в багажники двух автомобилей. Бёрк с сыном уехали на одной машине. Четверо других грабителей — Манри, Макмахон, Десимоне и Сепе — уехали на второй машине.

## Последствия

### Расследование
Парнеллу Эдвардсу было поручено отвезти фургон в Нью-Джерси, где он (вместе с возможными уликами внутри) должен был быть уничтожен на свалке, принадлежавшей Джону Готти. Вместо этого он припарковал фургон перед пожарным гидрантом у дома своей подруги, где полиция обнаружила его через два дня после ограбления. В связи с тем, что номера на фургоне были краденые, полиция конфисковала фургон и при осмотре автомобиля нашла отпечатки пальцев Парнелла Эдвардса, связав его с ограблением.
Капореджиме семьи Луккезе Пол Варио (англ. Paul Vario) приказал Десимоне избавиться от Парнелла Эдвардса. Узнав, где скрывается Эдвардс, Десимоне и Сепе пришли к нему и выстрелили пять раз ему в голову.
В течение трех дней после ограбления Федеральное бюро расследований установило, что вероятными преступниками являются члены банды Бёрка, в основном благодаря обнаружению фургона, а также установленным связям Эдвардса с командой Бёрка. Агенты ФБР установили усиленное наблюдение, следя за бандой с вертолетов и прослушивая их автомобили, телефоны в баре Robert’s Lounge и даже ближайшие к бару таксофоны. Несмотря на фоновый шум, ФБР удалось записать обрывки разговоров, когда Сепе рассказывал неизвестному мужчине о коричневом кейсе и сумке из Lufthansa, и говорил своей девушке: «…хотел бы представить, как зарою деньги в неприметной ямке на заднем дворе…». Однако этого было недостаточно, чтобы окончательно связать банду с ограблением, и суд не выдал ордера на обыск и арест.
По словам Генри Хилла, у Бёрка началась паранойя, как только он понял, какое внимание привлек провал Эдвардса, и решил убить любого, кто мог бы уличить его в причастности к ограблению. После убийства большинства сообщников и организаторов ограбления осталось мало улик и свидетелей, связывающих Бёрка и его команду с ограблением. Однако в конце концов властям удалось собрать достаточно улик, чтобы привлечь Вернера к ответственности за помощь в планировании ограбления. Луис Вернер стал единственным человеком, осужденным за ограбление в 1979 году и приговорен к 15 годам тюрьмы.
Во время допроса Керри Уоллена ему показали фотографии из полицейского архива, и он уверенно опознал Сепе в качестве одного из нападавших. Руди Эйрих позже сообщил, что грабители были хорошо информированы и знали всё о системах безопасности в хранилище, включая систему двойных дверей, при которой одна дверь должна быть закрыта, чтобы можно было открыть другую без срабатывания сигнализации. Грабители приказали Руди Эйриху открыть первую дверь в комнату размером 3 на 6 метров. Они знали, что если он откроет вторую дверь, то включит сигнал тревоги для полицейского подразделения Портового управления.
Капореджиме семьи Бонанно Винсент Асаро (итал. Vincent Asaro) был арестован 23 января 2014 года в связи с обвинением в причастности к ограблению Lufthansa — против него дал показания его двоюродный брат Гаспаре Валенти (итал. Gaspare Valenti). Дело против Винсента Асаро было основано на информации, частично предоставленной бывшим боссом семьи Боннано Джозефом Массино (итал. Joseph Massino), которого адвокат Асаро назвал «одним из худших свидетелей, которых я когда-либо видел». 12 ноября 2015 года присяжные оправдали Асаро по всем обвинениям, связанным с ограблением.
Во время проведения расследования не удалось обнаружить деньги и драгоценности, похищенные во время ограбления.

## Устранение сообщников
Бёрк понял, что провал Парнелла Эдвардса привел полицию к нему и его банде, и решил убить любого, кто мог бы причастен к ограблению. Первым, спустя всего семь дней после ограбления, был убит Парнелл Эдвардс, застреленный в своей квартире 18 декабря Десимоне и Сепе. Убийство Парнелла Эдвардса стало первым в череде соучастников и их знакомых, убитых по приказу Бёрка.
| Жертва                                                         | Предполагаемая дата убийства | Комментарий |
| -------------------------------------------------------------- | ---------------------------- | --- |
| Парнелл Стивен Эдвардс (англ. Parnell Steven «Stacks» Edwards) | 18 декабря 1978              | Блюзовый музыкант, эксперт по кражам кредитных карт и водитель-угонщик. Застрелен Десимоне и Сепе за то, что не избавился от фургона, наведя тем самым власти на банду Бёрка. |
| Мартин Кругман (англ. Martin Krugman)                          | 6 января 1979                | Сообщник Бёрка и Хилла — владелец магазина париков и мужской парикмахерской под названием «Только для мужчин». Кругман был первым, кто сообщил Берку (через Хилла) о возможности крупного ограбления в терминале Lufthansa. Был убит и расчленен Бёрком и Сепе после того, как его требования получить свою долю в 500 000 долларов от ограбления убедили Берка, что он собирается сдаться ФБР. Тело Мартина Кругмана не было найдено, и в 1986 году он был объявлен юридически мертвым. Его жена получила выплату в размере 135 000 долларов по страховому полису.                                                             |
| Ричард Итон (англ. Richard Eaton)                              | 17 января 1979               | Мошенник из Флориды и сообщник Тома Монтелеоне. Не участвовал в ограблении, но был убит Бёрком после того, как скрылся с 250 000 долларов, полученных в результате аферы с наркотиками, и забрал часть выручки, отмывая ее через различные легальные заведения, включая клуб Монтелеоне. Тело Итона было обнаружено связанным и подвешенным в грузовике для заморозки мяса. В 1985 году Бёрк был осужден за убийство Итона и приговорен к 20 годам тюрьмы. |
| Том Монтелеоне (итал. Tom Monteleone)                          | март 1979                    | Ресторатор из Флориды, мафиози и сообщник Итона. Монтелеоне владел клубом The Players Club, местным баром, который часто посещали члены банды Бёрка, и был обвинен Бёрком в сговоре с Итоном и Феррарой по афере с наркотиками и отмывании части выручки через свой клуб. |
| Луис Кафора (итал. Louis Cafora)                               | март 1979                    | Владелец автостоянок в Бруклине, занимавшийся отмыванием денег. Кафора был сокамерником Бёрка в тюрьме, и Бёрк подговорил Кафору отмывать часть денег через сеть законных автостоянок. Непристойный, вульгарный образ жизни Кафоры и его настойчивое желание информировать жену о делах мафии, в том числе об ограблении, привели к тому, что Бёрк приказал убить обоих. Через несколько дней после ограбления, вопреки приказу Бёрка, Кафора купил жене розовый Cadillac Fleetwood и поехал на нём на встречу в нескольких кварталах от аэропорта Кеннеди, где ФБР вело дело об ограблении. Тело Луиса Кафоры не было найдено. |
| Джоанна Кафора (итал. Joanna Cafora)                           | март 1979                    | Предположительно жена Луиса Кафоры была убита вместе со своим мужем. |
| Джо Манри (итал. Joe «Buddha» Manri)                           | 15 мая 1979                  | Менеджер по грузовым перевозкам авиакомпании Air France. Манри был давним сообщником Бёрка, и его инсайдерская информация помогла спланировать ограбление. Манри, как и его коллеге по работе Роберту Макмахону, неоднократно предлагали вступить в программу защиты свидетелей, но оба отказались. Через пять месяцев после ограбления Манри был найден мертвым в припаркованной машине, застреленным выстрелом в затылок. |
| Роберт Макмахон (англ. Robert McMahon)                         | 16 мая 1979                  | Контролер ночной смены авиакомпании Air France в аэропорту Кеннеди, участвовал в аналогичном ограблении Air France в 1967 году вместе с сообщником Бёрка Генри Хиллом. Подозревается в том, что помогал Манри планировать ограбление Lufthansa. Был найден мертвым в припаркованной машине через пять месяцев после ограбления, застреленным выстрелом в затылок. |
| Паоло Ликастри (итал. Paolo LiCastri)                          | 13 июня 1979                 | Нелегальный иммигрант, наркоторговец сицилийского происхождения и сообщник семьи Гамбино. Не участвовал в ограблении, но был связным от семьи Гамбино, чья работа заключалась в контроле за планами и обеспечении того, чтобы Гамбино получили свою долю в 200 000 долларов. Его обнаженный и изрешеченный пулями труп был обнаружен на горящей мусорной куче через полгода после ограбления. |

Список лиц, участвовавших в планировании, исполнении или последующих действиях по ограблению, которые были убиты, но не по приказу Бёрка в 1979 году.
| Жертва                                  | Предполагаемая дата убийства | Комментарий |
| --------------------------------------- | ---------------------------- | --- |
| Томас Деcимоне (итал. Thomas DeSimone)  | 14 января 1979               | Участвовал в аналогичном ограблении Air France в 1967 году вместе с подельником Бёрка Генри Хиллом. Десимоне исчез 14 января 1979 года и был предположительно убит за совершение несвязанных между собой убийств двух членов семьи Гамбино: Уильяма Бентвена (William «Billy Batts» Bentvena) и Рональда Джироте (Ronald «Foxy» Jerothe). |
| Тереза Феррара (итал. Theresa Ferrara)  | 10 февраля 1979              | Бывшая любовница Десимоне и сообщница Итона и Монтелеоне. Феррера исчезла 10 февраля 1979 года — её расчлененный труп был найден недалеко от Томс Ривер в Нью-Джерси. |
| Анджело Сепе (итал. Angelo Sepe)        | 18 июля 1984                 | Член семьи Луккезе и сообщник Бёрка, Десимоне и Тони Родригеса. Сепе был ответственен за большинство убийств, совершенных после ограбления. Сепе и его подруга были убиты неизвестными членами семьи Луккезе через неделю после ограбления связанного с Луккезе наркоторговца.                                                            |
| Джоанн Ломбардо (итал. Joanne Lombardo) | 18 июля 1984                 | Девушка Сепе. Убита выстрелом в рот. |
| Фрэнк Бёрк (англ. Frank Burke)          | 18 мая 1987                  | Сын Джимми Бёрка, которого считали причастным к ограблению — был убит наркодилером из-за неудачной сделки с наркотиками. |

## Информаторы
- Джанет Барбиери (итал. Janet Barbieri), девушка и будущая жена Луиса Вернера, которая дала показания против Вернера перед большим жюри.[4]
- Уильям Фичетти (итал. William Fischetti), владелец диспетчерской службы такси.[4]:228–229
- Питер Грюнвальд (англ. Peter Gruenwald), один из организаторов ограбления Lufthansa, давший показания против своего друга и сослуживца Луиса Вернера.
- Фрэнк Менна (англ. Frank Menna), специалист по подсчетам, которого Сепе и Дэниел Риццо переманили из-за некомпетентности его босса Мартина Кругмана.
- Луис Вернер (англ. Louis Werner), бухгалтер, связанный с отмыванием денег.

В апреле 1980 года Генри Хилл был арестован по обвинению, связанному с наркотиками. К тому времени он считал, что бывшие сообщники планировали его убить: Варио — за торговлю наркотиками, а Бёрк — чтобы Хилл не смог уличить его в ограблении Lufthansa. Поскольку за торговлю наркотиками полагался большой срок, Хилл согласился стать информатором и вместе со своей семьей вступил в Программу защиты свидетелей. Он не смог помочь правительству добиться осуждения Варио и Бёрка за ограбление, хотя оба были осуждены за другие преступления в результате его показаний.

## В популярной культуре
Ограбление авиакомпании Lufthansa стало главной темой двух известных телевизионных фильмов — The 10 Million Dollar Getaway и The Big Heist — и ключевым сюжетным элементом фильма «Славные парни».